# 나나 (소설)
《나나》(Nana)는 프랑스 자연주의 작가 에밀 졸라가 집필한 소설로, 1880년에 완성되었다. 《나나》는 20권으로 구성된 《루공-마카르 총서》(프랑스어: Les Rougon-Macquart) 중 아홉 번째 작품이다.

## 기원

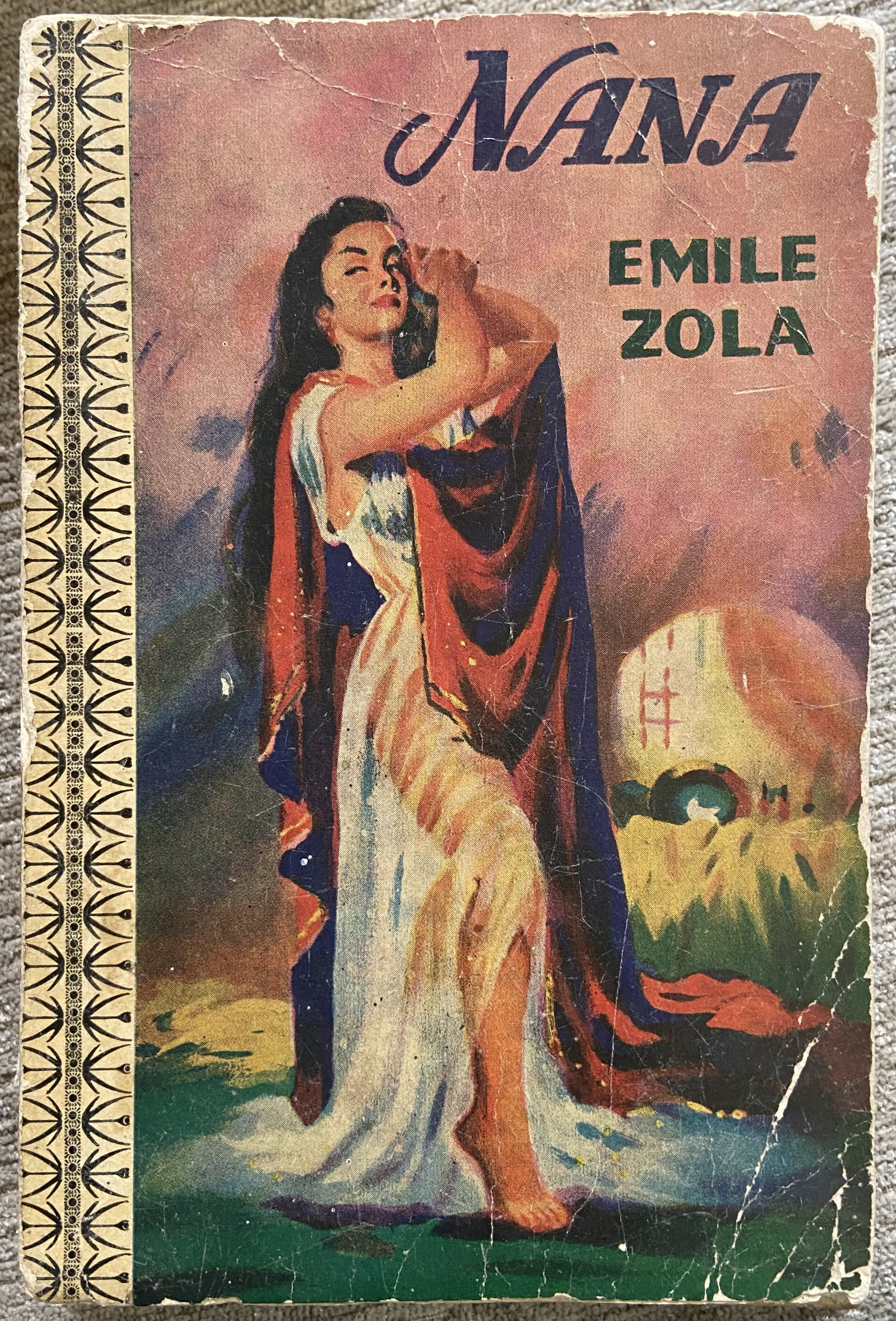
에밀 졸라의 《나나》 표지에는 투명한 드레스와 붉은 숄을 두른 전통적인 매력적인 여성 나나가 연극조의 미소를 짓고 있는 모습이 나와 있다.

졸라는 《나나》를 쓰기 1년 전까지만 해도 작품 속 주요 장소로 나오는 극장인 테아트르 데 바리에테(Théâtre des Variétés)에 대해 전혀 알지 못했다. 1878년 2월 15일, 작가 뤼도비크 알레비가 그를 이 극장에 초대해 오페레타를 함께 관람하고 백스테이지로 데려갔다. 알레비는 무대의 여배우 안나 쥐디크의 연애 생활에 관한 수많은 이야기를 들려주었고, 그녀의 삼각관계는 소설 속 로즈 미뇽과 그녀의 남편, 그리고 슈타이너의 관계에 대한 모델이 되었다. 알레비는 또한 블랑슈 당티니, 안나 데슬리옹, 델핀 드 리지, 오르탕스 슈나이더 같은 유명한 창녀들에 관한 이야기도 들려줬는데, 졸라는 이를 바탕으로 작품 속 주인공의 성격을 발전시켰다. 그러나 졸라에게 가장 큰 영감을 준 인물은 마네와 앙리 제르벡스가 그림으로 남긴 발테스 드 라 비뉴였다. 바로 그녀가 졸라의 스캔들 소설 《나나》 속 인물로 영원히 남게 되었다.

## 줄거리
《나나》는 프랑스 제2제정 말기 3년간, 거리의 창녀에서 고급 창부로 신분을 상승시키는 안나 “나나” 쿠포(Anna "Nana" Coupeau)의 이야기를 다룬다. 나나는 졸라의 앞선 작품 《목로주점》(L'Assommoir, 1877) 말미에 처음 등장하는 인물로, 알코올 중독자인 아버지를 둔 딸이다. 이 소설의 끝에서 그녀는 길거리에서 살며 매춘을 막 시작한 상태다.
소설 《나나》는 1867년 4월, 1867년 파리 만국 박람회가 막 개막한 시기에 테아트르 데 바리에테에서의 한 공연으로 시작된다. 이때 나나는 열여덟 살이지만, 졸라가 몇 년 전 발표한 루공 마카르 가계도에 따르면 그녀는 열다섯 살이어야 한다. 졸라는 나나가 주연으로 출연하는 《금발의 비너스》(La blonde Vénus)라는 허구의 오페레타 공연을 상세히 묘사하는데, 이는 오펜바흐의 《아름다운 엘렌》을 모델로 한 것이다. 파리 전체가 그녀에 대해 떠들고 있지만, 이는 나나의 첫 무대 출연이다. 그녀의 재능에 대한 평을 요청받은 극장장 보르드나브는 노래나 연기 실력보다도 다른 매력이 중요하다고 말한다. “나나는 뭔가 다른 게 있어, 젠장, 그게 모든 걸 대신하지. 난 냄새로 알았어. 아주 강하게 풍겨왔지, 아니면 내 코가 마비된 거야.” 관객이 그녀의 연기를 형편없다고 판단하려는 순간, 젊은 조르주 위공이 “정말 멋져요!”라고 외친다. 그 순간부터 그녀는 관객의 마음을 사로잡는다. 졸라는 3막에서 그녀의 등장을 이렇게 묘사한다. “순진한 아이 속에서 갑자기 여인의 모습이 드러났고, 충동적이고 광기 어린 성적 매력을 지닌, 욕망이라는 미지의 세계의 문을 열어젖히는 존재가 나타났다. 나나는 여전히 웃고 있었지만, 사람을 잡아먹을 듯한 치명적인 미소를 짓고 있었다.”
소설이 진행되는 동안 나나는 그녀를 쫓는 남자들을 하나둘씩 파멸시킨다. 필리프 위공은 군대 자금을 훔쳐 그녀에게 돈을 빌려주려다 감옥에 간다. 부유한 은행가 슈타이너는 그녀의 환심을 사려다 파산한다. 조르주 위공은 그녀 때문에 가위로 자해한다. 반되브르는 그녀에게 재산을 탕진당한 후 분신 자살한다. 기자이자 출판업자인 포셰리는 초반에 그녀에게 빠지지만 이후 그녀에 대해 신랄한 기사를 쓰고, 다시 그녀에게 빠져들어 결국 파산한다. 백작 뮈파는 그녀에게 충성심을 보이다가 수차례 모욕을 당하며 다시 돌아오기를 반복하고, 결국 그녀가 자기 장인과 함께 침대에 있는 장면을 목격하게 된다. 조지 베커는 이렇게 정리한다. “《나나》에서 드러나는 것은 나나의 파괴력이 얼마나 철저한가이며, 13장에서 그녀의 탐욕스러운 본성으로 인해 무너진 남성들의 목록을 통해 그 절정에 이른다.”
졸라는 나나가 1870년 7월, 천연두로 끔찍하게 죽는 결말을 그렸다. 그녀는 사라지고, 그녀의 물건들은 경매에 넘겨지며, 누구도 그녀가 어디 있는지 알지 못한다. 나중에 그녀가 한 러시아 왕자와 함께 살았고, 자신의 어린 아들을 파리 근처에 사는 이모에게 맡겼다는 사실이 드러난다. 하지만 천연두가 창궐하자 그녀는 아들을 간호하러 돌아왔고, 아들이 죽은 뒤 자신도 병에 걸린다. 졸라는 그녀의 겉모습이 가렸던 진짜 본성이 결국 표면으로 드러났다고 암시한다. “베개 위에 놓인 것은 해골이었고, 고름과 피의 덩어리였으며, 썩은 살덩이 한 삽이었다. 고름이 온 얼굴을 뒤덮어 하나하나의 마마 자국이 맞닿아 있을 정도였다.” 그녀의 창밖에선 군중들이 “베를린으로! 베를린으로!”를 외치며 프랑스-프로이센 전쟁의 시작을 환영하고 있다. 이 전쟁은 프랑스의 패배와 제2제정의 종말로 이어진다.

## 반응
소설은 즉각적인 성공을 거두었다. 프랑스 신문 르 볼테르는 1879년 10월부터 연재를 계획하며 대규모 광고 캠페인을 벌였고, 독자들의 호기심은 극에 달했다. 출판업자 조르주 샤르팡티에가 1880년 2월에 《나나》를 단행본으로 출판했을 때 초판 5만 5천 부는 하루 만에 모두 팔렸다. 플로베르와 에드몽 드 공쿠르는 《나나》를 극찬했다. 반면 일부 독자와 평론가는 분노로 반응했으며, 이는 작품의 인기에도 일조했을 것이다.
플로베르는 졸라에게 장문의 찬사 편지를 보냈고, 자신이 감명을 받아 페이지 귀퉁이를 접어 표시한 부분들을 언급하며 특정 장면들을 칭찬했다. “폰텐에 관한 모든 것, 완벽해!”라는 말도 덧붙였다. 그는 이렇게 요약했다. “《나나》는 신화로 향하지만, 현실성을 잃지 않는다.”
졸라의 유전과 환경에 대한 묘사에 반박하기 위해 알프레드 시르방과 앙리 르베르디에는 《나나의 딸: 파리의 삶 이야기》(1880)라는 소설을 썼다. 불어와 영어로 출판된 이 작품은 ‘길바닥’에서 태어난 나나의 딸이 자신의 배경을 극복하고 품위 있는 여성이 되는 이야기를 담고 있다.

## 후속 영향

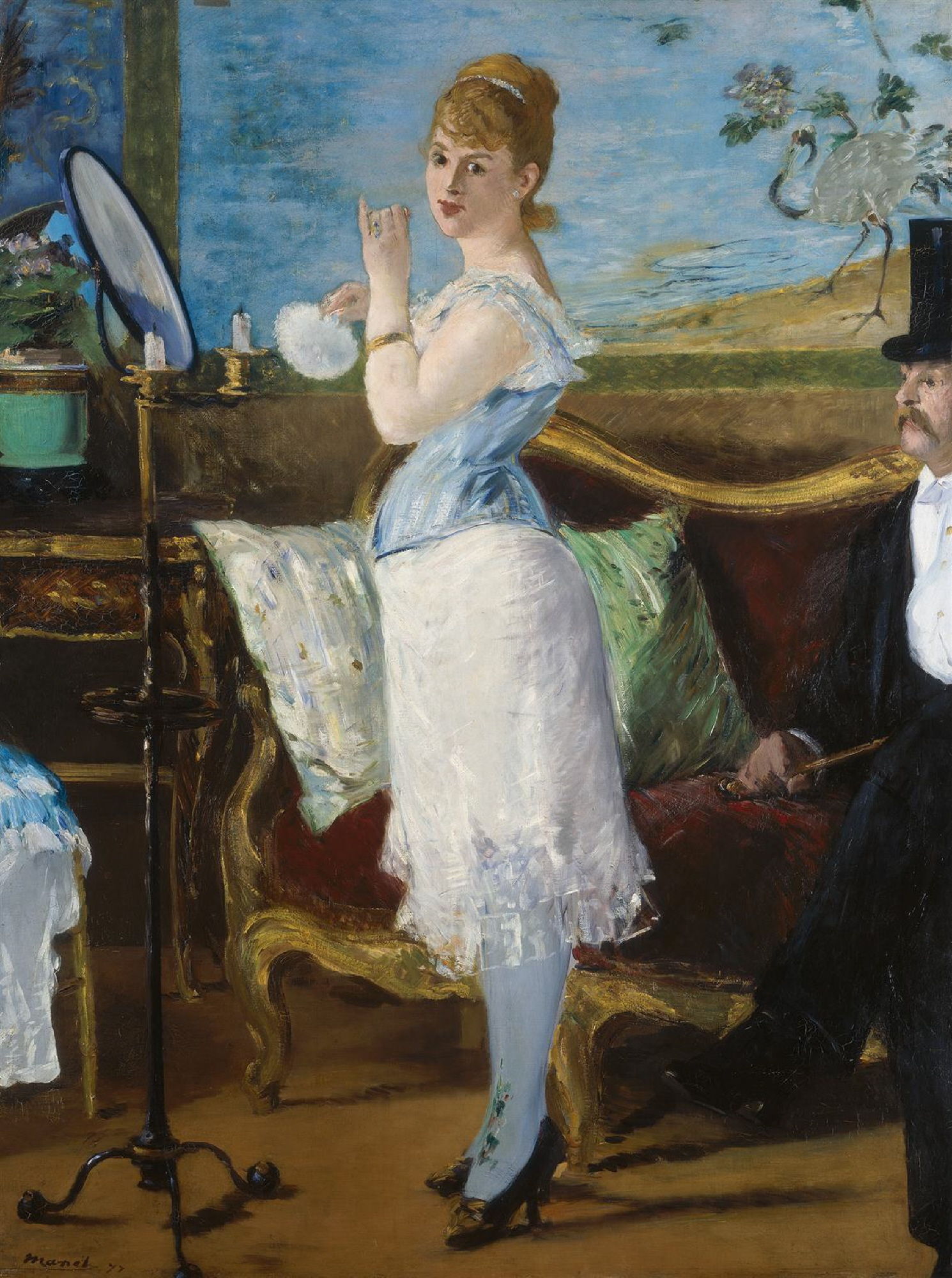
에두아르 마네가 헨리에트 하우저를 모델로 그린 것으로 추정되는 《나나》, 1877년, 캔버스에 유채, 함부르크 미술관 소장

에두아르 마네는 졸라의 《목로주점》 속 “조숙하게 타락한” 나나의 묘사에 감명을 받아, 《나나》가 출판되기 전에 그렸던 여배우이자 창녀인 헨리에트 하우저의 초상화에 “나나”라는 제목을 붙였다. 이후 ‘nana’라는 단어는 현대 프랑스어에서 여성을 지칭하는 다소 속된 표현으로, 영어의 ‘broad’와 비슷한 뉘앙스를 가지게 되었다. 조각가 니키 드 생팔은 자신의 조각 시리즈에 “나나”라는 제목을 붙였는데, 이는 “멕시코 피냐타처럼 둥글고 어머니를 상징하는 원형의 인물상에 대담한 색과 만화 같은 윤곽선으로 장식된 조형물”이었다. 그녀는 “이 제목은 여성의 원형을 떠올리게 한다. 이브! 아프로디테! 졸라의 나나! 영원한 존재! 부서지지 않는 존재!”라고 설명했다.

## 각색
- 《나나》, 장 르누아르 감독, 카트린 에슬랭 주연의 1926년 프랑스 영화
- 《나나》, 도로시 아즈너와 조지 피츠모리스 감독, 안나 스텐과 필립스 홈즈 주연의 1934년 미국 영화
- 《나나》, 로베르토 가발돈 감독, 루페 벨레스 주연의 1944년 멕시코 영화
- 《나나》, 크리스티앙 자크 감독, 샤를 부아예와 마르틴 캐럴 주연의 1955년 프랑스-이탈리아 영화
- 《나나》, 만프레드 구를리트 작곡의 1958년 오페라(1931~1932년 작곡)
- 《나나》, 1968년 BBC 미니시리즈
- 《나나》, 맥 알베리 감독의 1970년 프랑스-스웨덴 영화
- 《나나》, 베로니크 주네스 주연의 1981년 프랑스-벨기에-스위스 TV 미니시리즈
- 《나나, 쾌락의 진정한 열쇠》, 단 볼만 감독의 1982년 이탈리아 영화
- 《나나》, 라파엘 발레돈 감독, 이르마 세라노 주연의 1985년 멕시코 영화
- 《자기만의 인생》, 장뤽 고다르 감독, 안나 카리나 주연 - 이 작품은 《나나》에서 부분적으로 영감을 받았다.